# Szilágyi Dezső (újságíró)
Szilágyi Dezső (Erdőd, 1928. február 11.) erdélyi magyar újságíró, lapszerkesztő.

## Életútja
Középiskoláit Szatmárnémetiben végezte, a Kereskedelmi Líceumban érettségizett (1948). Felsőfokú tanulmányait a bukaresti Ştefan Gheorghiu Pártfőiskolán folytatta, ahol 1959-ben szerzett diplomát. Középiskolásként a kommunista irányítású ifjúsági mozgalomban tevékenykedett, a Diákszó c. líceumi lapot szerkesztette. Érettségi után a szatmárnémeti Szabad Élet főszerkesztője (1948–49). Bukarestben teljesített katonai szolgálata idején tisztiiskolát végzett, ezt követően szerkesztőként dolgozott a légi haderő Şoimii Patriei (1950–52), majd a román hadsereg Apărarea Patriei c. központi lapjánál (1952–57). 1957–89 között, több mint 30 éven át a bukaresti országos magyar napilap, az Előre főszerkesztője. Az 1989. decemberi események után távozott a szerkesztőség éléről és nyugdíjaztatta magát. Nyugdíjasként külső munkatársa volt a kormányzat szélsőségesen konzervatív erői által támogatott Együtt–Împreună és Ordinea c. lapoknak.
1957-ben azzal a feladattal állította Robotos Imre helyére, az Előre szerkesztőségének élére a pártközpont, hogy az 1956-os magyarországi forradalmat követő időszakban szerkesszen a pártpropaganda céljainak hangsúlyosan megfelelő lapot, alkalmazzon új munkatársakat, hajtsa végre a tisztogatást a régiek körében. Ezeknek a feladatoknak ő fokozatosan és következetesen eleget tett. Ugyanakkor szakembereket, jó tollú fiatal újságírókat, írókat alkalmazott új munkatársakként. A lap arcélének és tartalmának kialakításában szintén szilárd következetességgel hajtotta végre a pártközpont utasításait. Mereven elutasította minden olyan cikk közlését, amely bármilyen módon eltért az utasítások betűjétől vagy szellemétől. A diktatúra politikai-ideológiai légköre alakulásának függvényében a kötelező tematika mellett teret adott azonban a lap olvasmányosságát növelni hivatott közérdekű publicisztikának, helyzetfelmérő riportnak, irodalmi-művészeti, ismeretterjesztő, külföldi mellékleteknek. Felkarolta a szépirodalmi és ismeretterjesztő munkákat magába foglaló, nagy példányszámban megjelent olcsó könyvsorozat, az Előre Kiskönyvtára és az Előre Naptárak kiadását.
Nem volt hírlapíró főszerkesztő. A katonai lapoknál eltöltött idő alatt románul tanult meg újságcikket írni. Anyanyelvén főszerkesztőként sem írt és nem közölt. Megmaradt lapszerkesztőnek, akit felettesei megbízhatónak tartottak mind a szerkesztőség irányításában, mind azon kívüli időleges feladatok teljesítésében.
Pályafutása alatt több közéleti tisztséget is betöltött: az RKP KB tagja, nagynemzetgyűlési képviselő, a Romániai Újságírók Szövetségének alelnöke, a Romániai Magyar Nemzetiségű Dolgozók Tanácsának tagja.

## Kötetei
- Néma párviadal (társszerző N. Cârlioanţă, Bukarest, 1955);
- Három világrész partjain (Bukarest, 1965);
- Dimineţile Coreei (Bukarest, 1967);
- Útinapló. Montevideo, Santiago, Phenjan (Bukarest, 1969).

Fordításában jelent meg Berkesi András Szerelem három tételben c. regénye (Iubire şi trădare. 1985).